# رود آلولیا
رود آلولیا (انگلیسی: Alolya) یک رودخانه در استان پسکوف کشور روسیه است.